# アーチ
アーチ（英: arch）とは、下に開口部を設ける機能と支持体としての機能を備えた、典型的には曲線的な部分の、あるいはそのアーチに形状が似た構造物である。

## 概要

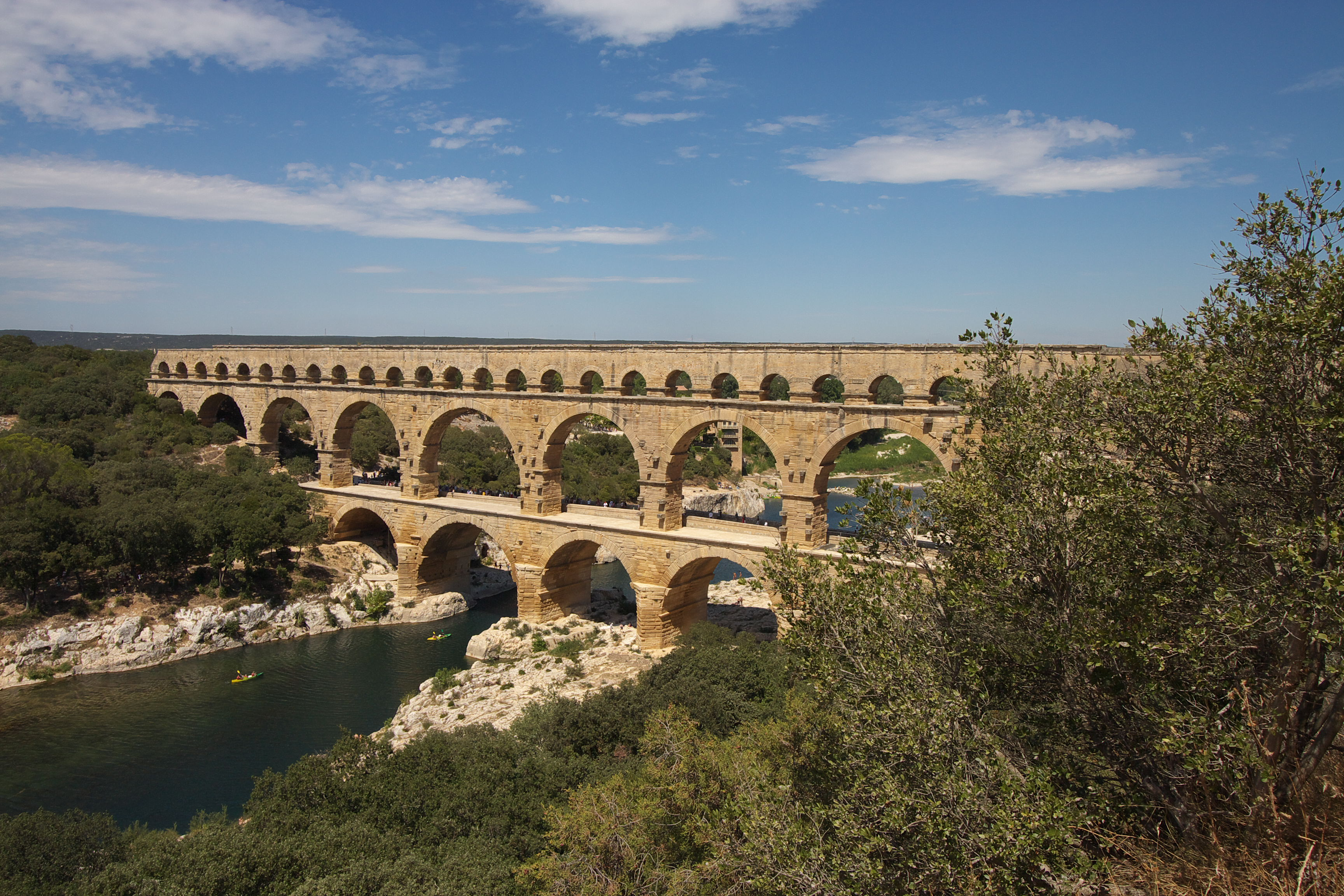
ポン・デュ・ガール

アーチは建築史を語る上で非常に重要な要素である。世界的に見ると古代から19世紀までの建築物の多くは組積造であり、 アーチは古代エジプト、バビロニア、ギリシャ、アッシリアなどで古くから使われていたが、その多くは地下の構造物であった。古代ローマ人はアーチを利用し、たとえばポン・デュ・ガール（ユゼスの湧き水を50km離れたニームにまで運ぶ水道（水路）をガルドン川を越えて通すための水路橋）も建造し、またコロッセオではオーダーと組み合わせることで、装飾的な外壁を生み出した。
アーチは下に開口部を生み出すので、下に川の水を通さなければならない橋や、また建物の壁に出入口や窓を造る場合、門を造る場合、等々に使われる。
アーチ形状の構造物内では、鉛直方向の荷重の大部分の力は圧縮力であり、その力は両端の支点まで伝えられる。　アーチは、石材や焼成煉瓦など、圧縮に強い建築材料で組むことができる。
アーチは2次元内に収まるものであるが、これを3次元に展開したものがヴォールトとドームである。ヴォールトはアーチに属する平面に垂直な直線上を移動させた際の軌跡が描く立体であり、ドームはアーチの対称軸周りにアーチを回転させた際の軌跡が描く立体である。いずれも大きな空間を、組積造にて実現するには欠かせない技術である。
なお、窯を組む場合もアーチで組む場合がある。

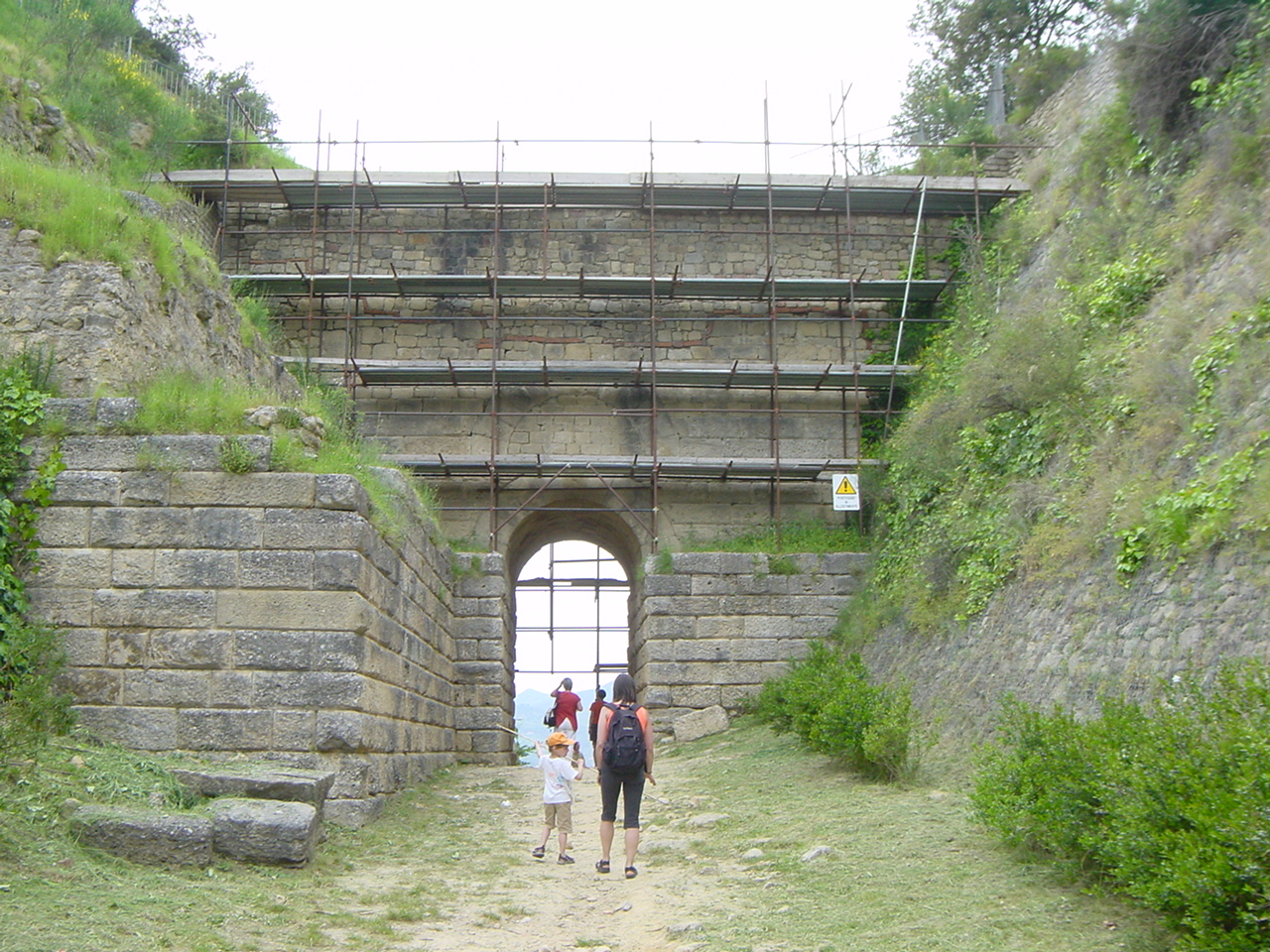
Porta Rosa と呼ばれる石積み橋（紀元前4世紀、ヴェーリア）
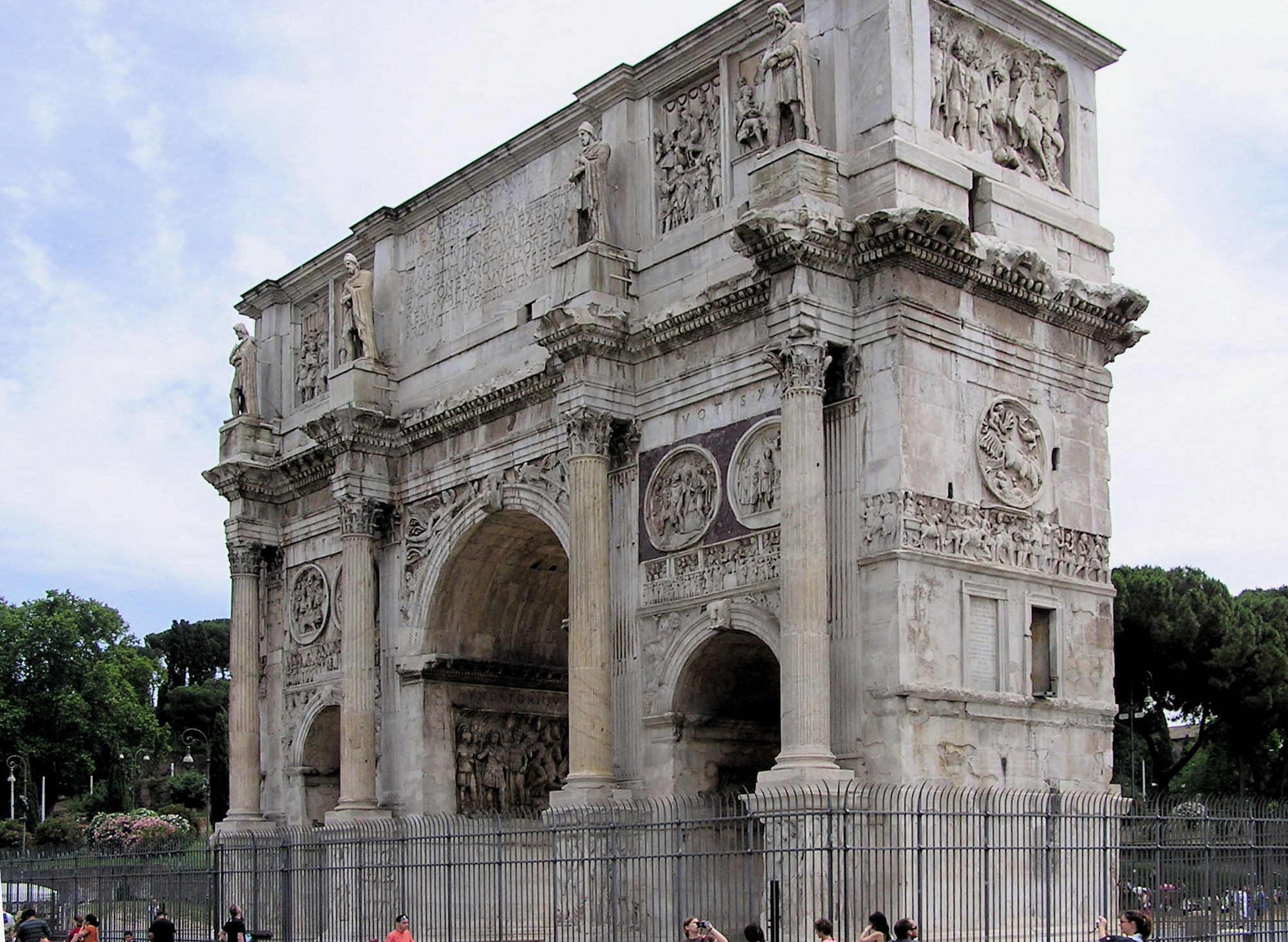
コンスタンティヌス1世の紀元312年の勝利を記念して建てられたコンスタンティヌスの凱旋門（イタリア ローマ）
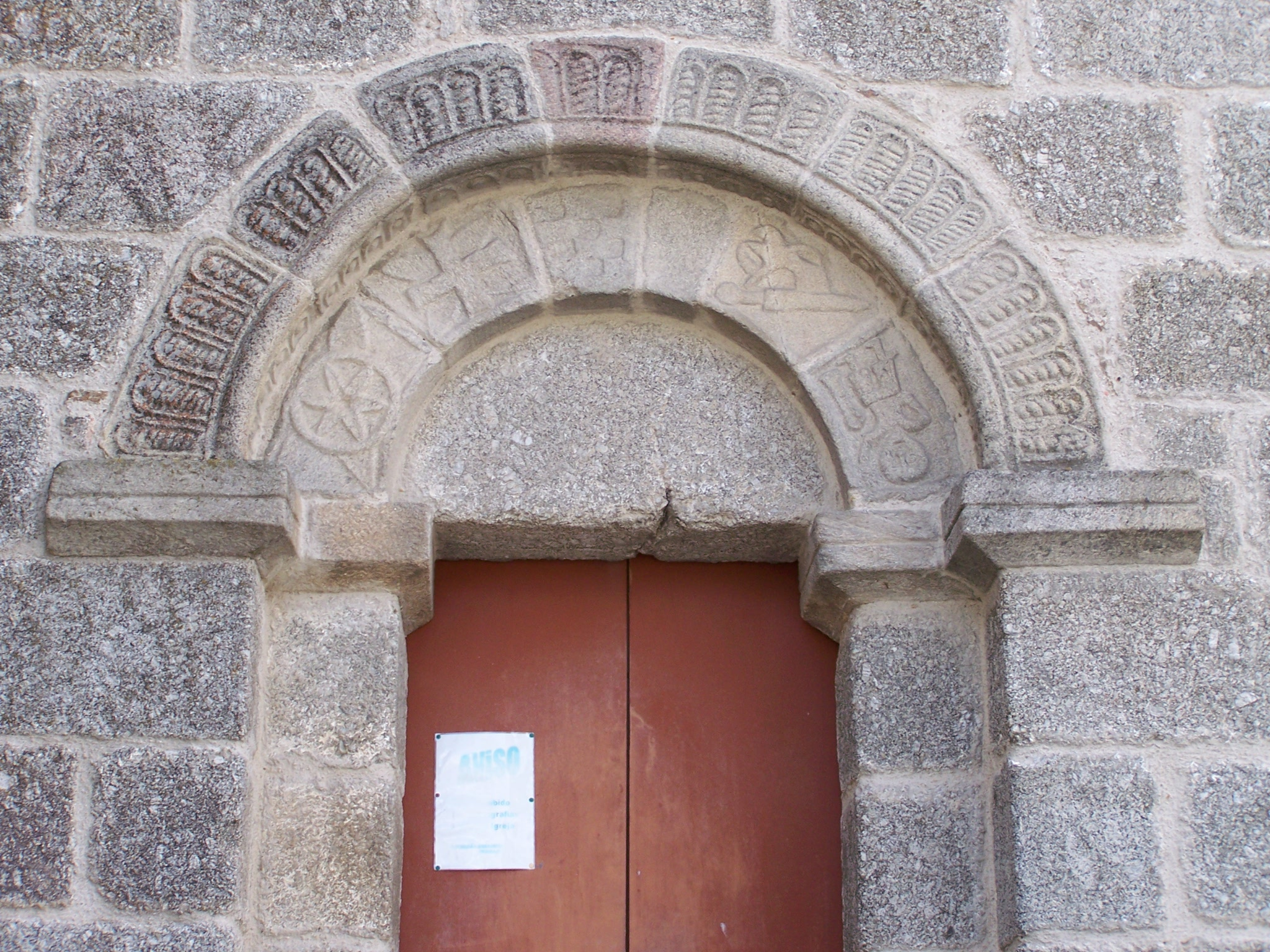
二重の飾り迫縁（ポルトガル）
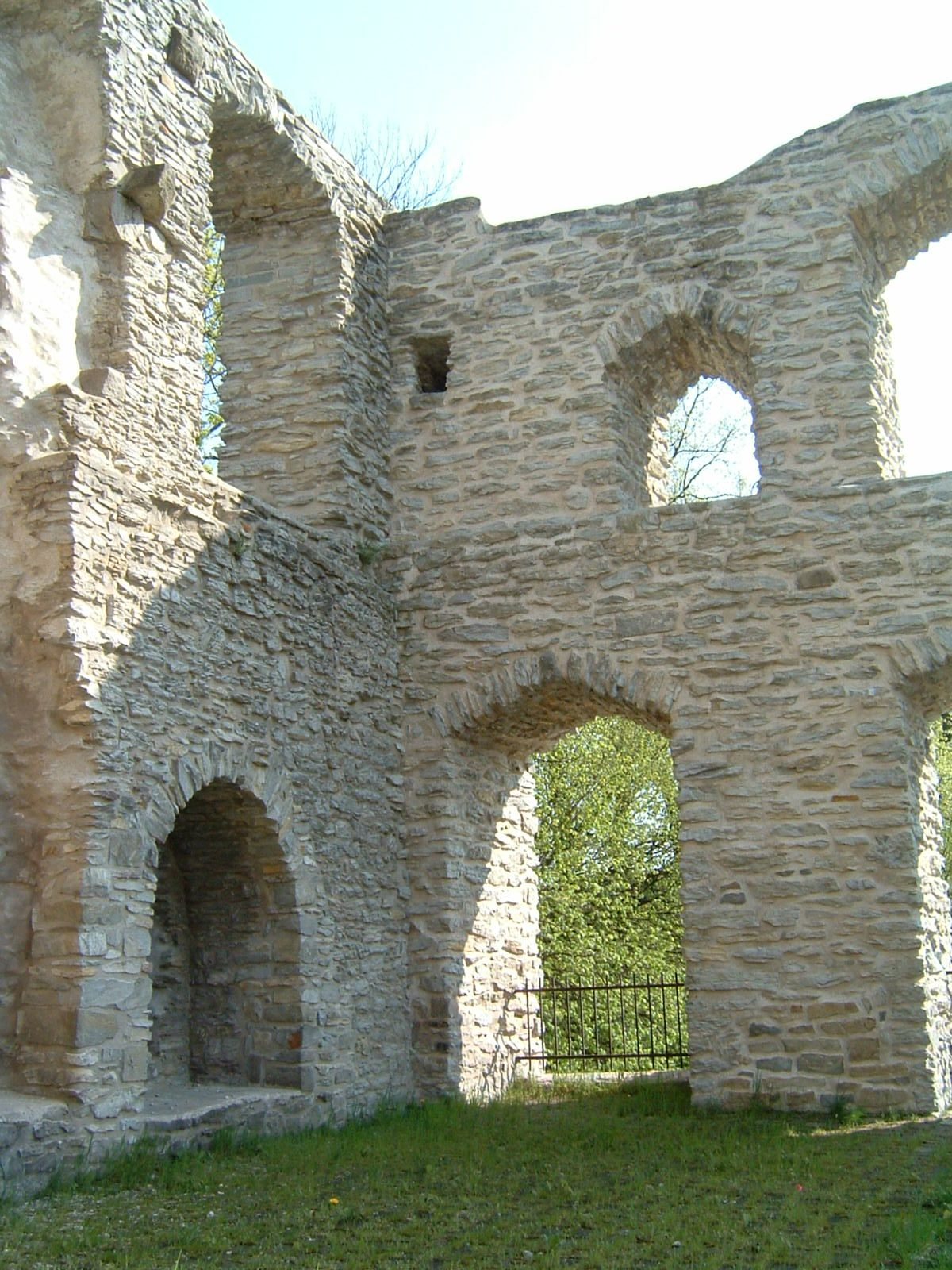
石造りの廃墟にあるアーチ（ドイツ）
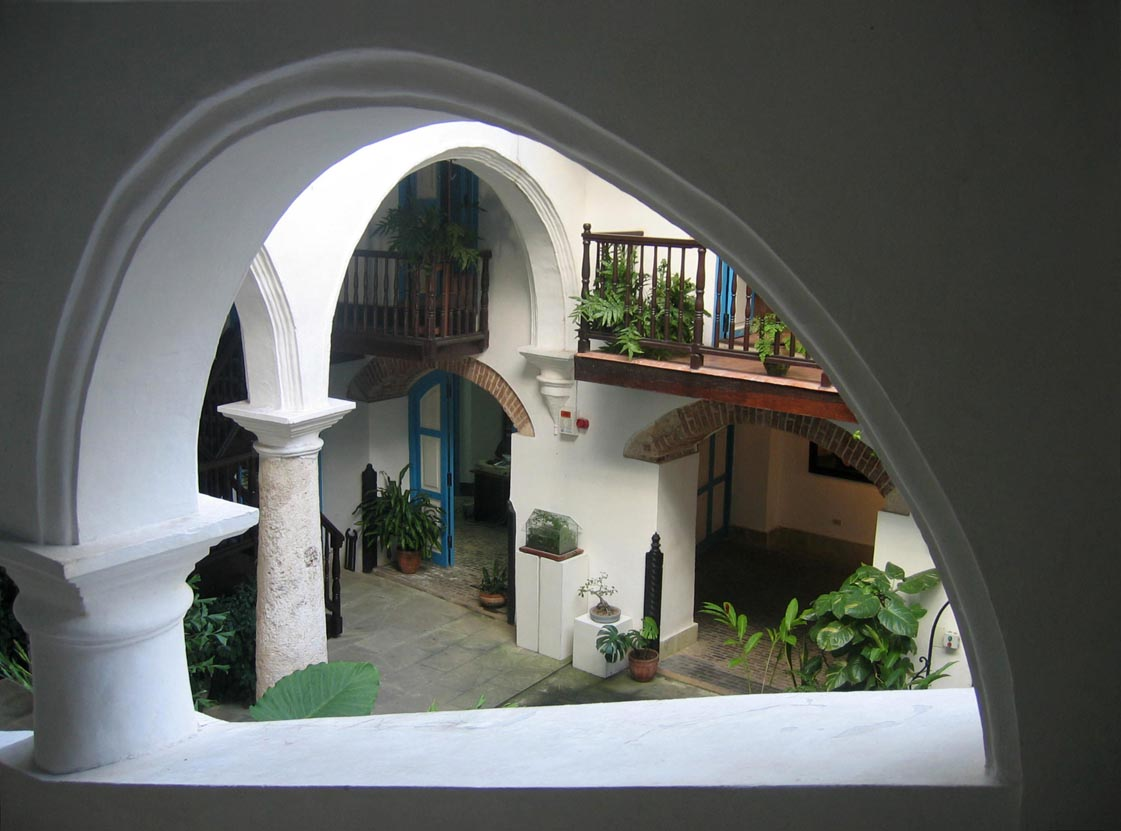
ハバナの Casa Simón Bolívar のアーチ
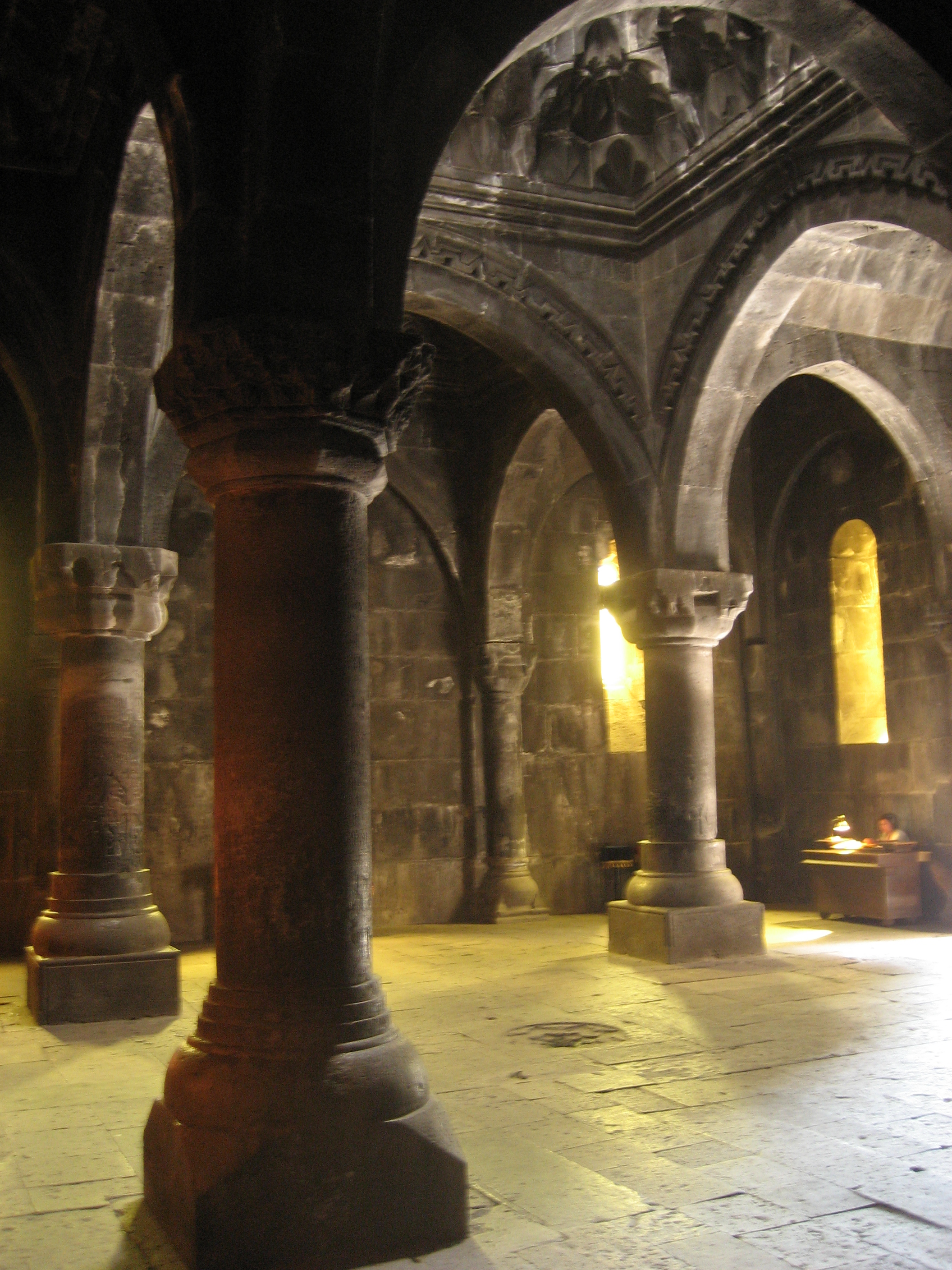
ゲガルド修道院のアーチ
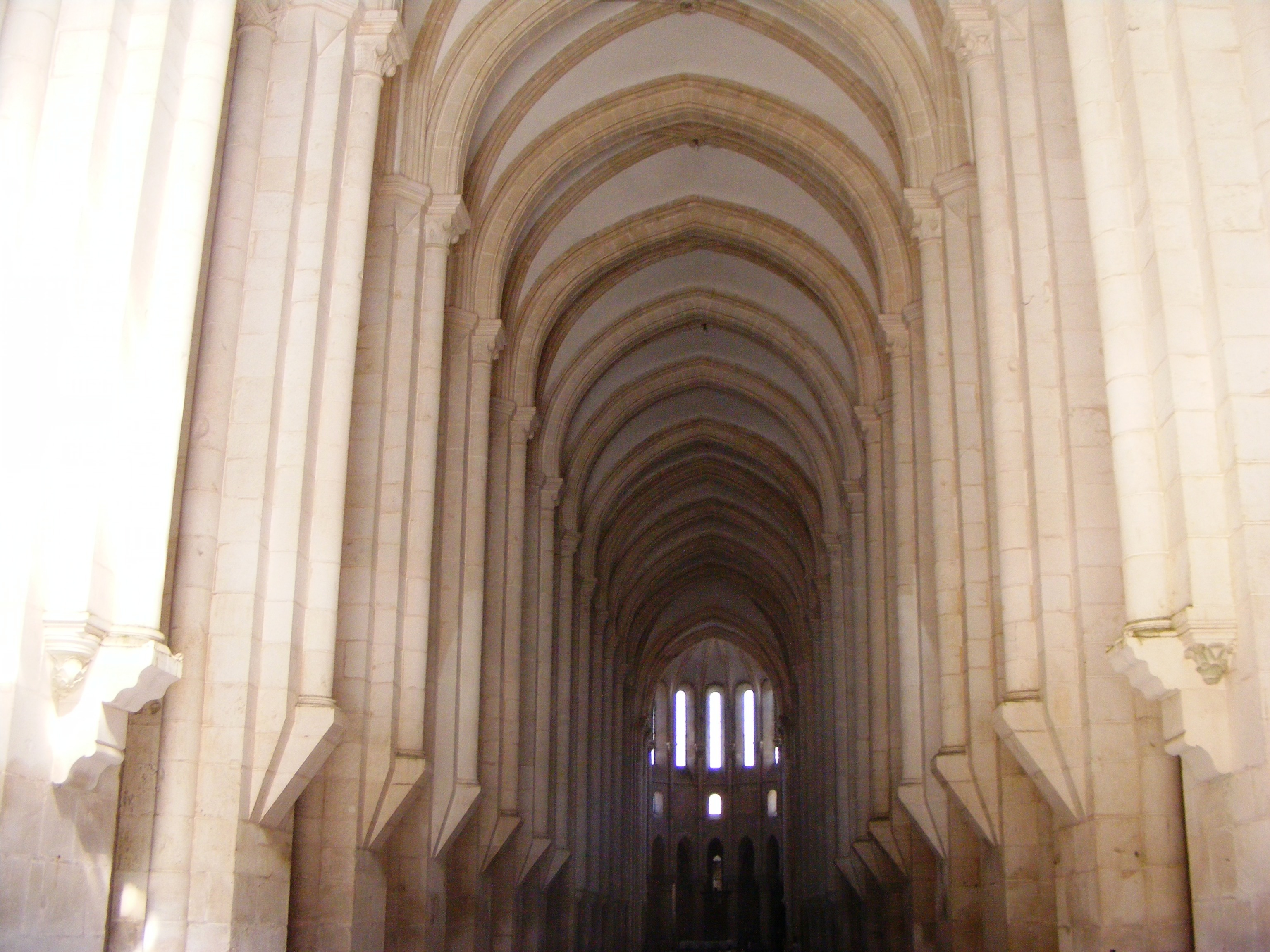
アルコバッサ修道院のアーチ
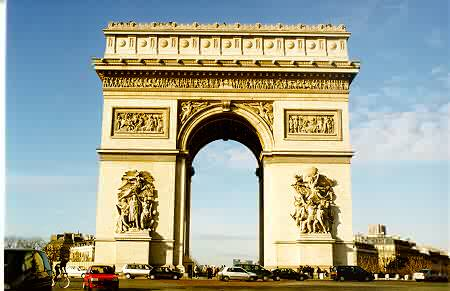
エトワール凱旋門は19世紀の建築物だが、古代ローマの様式をモデルにしている。
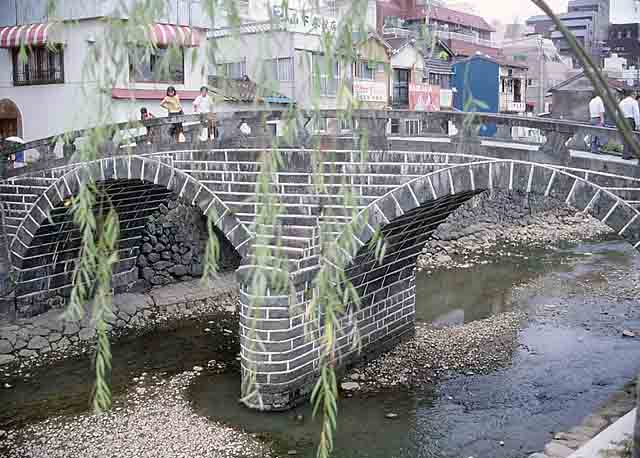
長崎の眼鏡橋。2連のアーチ橋。
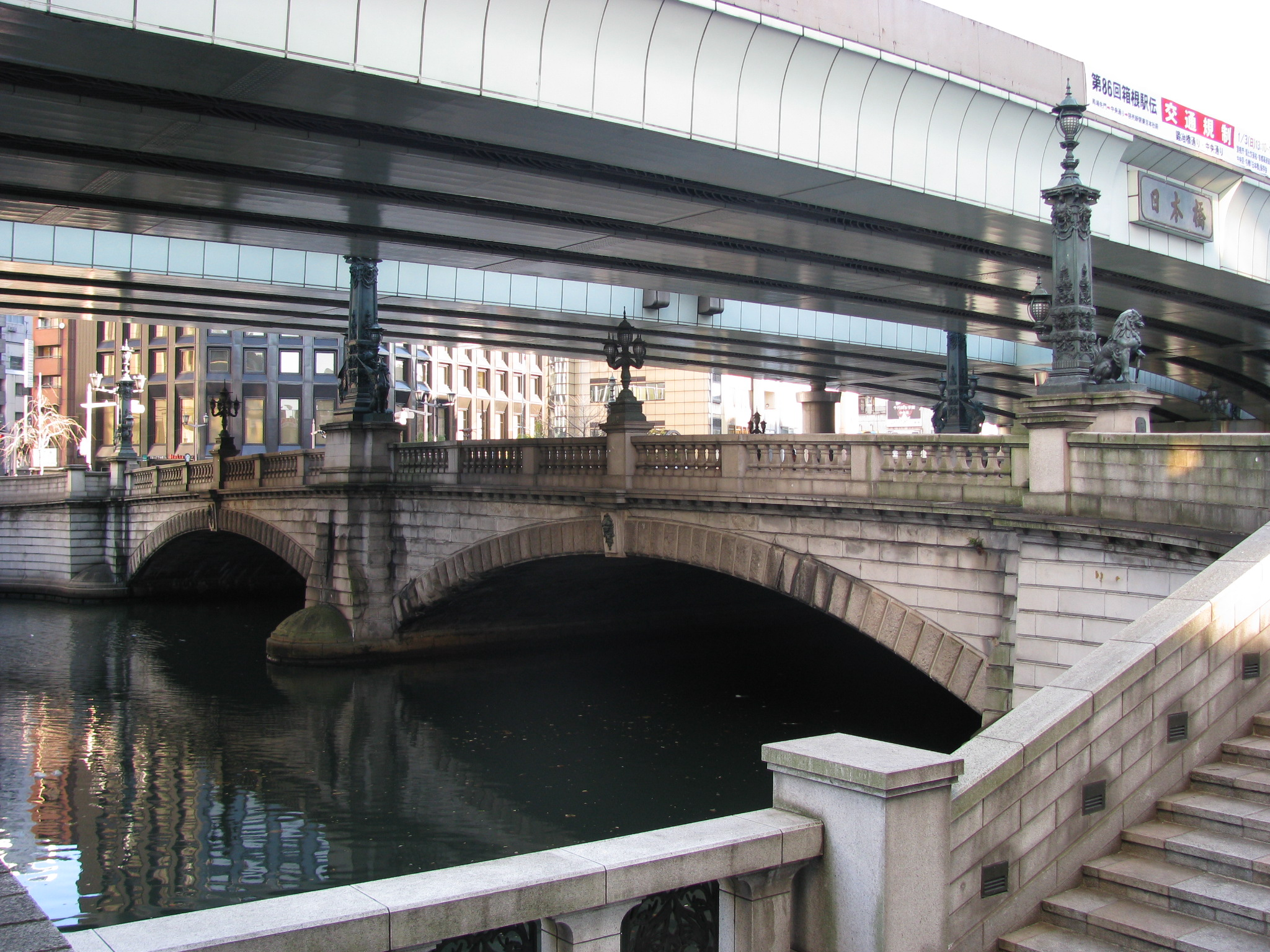
現在の日本橋（1911年完成）。こちらも2連のアーチ橋。

### 組積造りアーチの建造法

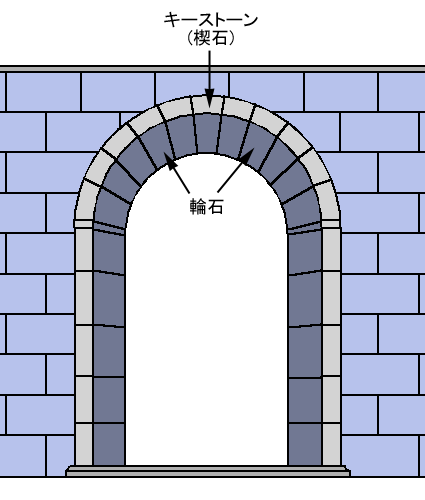
アーチ

アーチの基本である組積造のアーチを建造するには、まずは、「支保工」を組む。完成時のアーチ下の曲面を作るように材木類を組み、これに沿うようにして楔形の部材を弧の下方から順に積んでゆく。
そして最後にアーチ中央部の一番高い位置に楔状の石を上から打ち込むことによってアーチ構造が完成し、力学的に自立する。最後に打ち込むこの石をキーストーン（楔石、要石）という。
アーチの弧の部分が完成したら、その脇から上にかけて構造材を並べるように積んでゆく。上から荷重をかけることでアーチはさらに安定し強固なものとなる。
アーチがある程度安定したら、その下にある支保工は解体して他のアーチの建造に流用し、部材を節約できる。

## 歴史
アーチはメソポタミアのウラルトゥ、ペルシア、ハラッパー、古代エジプト、バビロン、古代ギリシア、アッシリアといった文明で知られていたが、それほど多用されることはなく、側面からの推す力の問題がほとんどない排水路などの地下構造物にほぼ限定されていた。アーチを使った最古の都市の門は、青銅器時代中ごろのもので、イスラエルのアシュケロンで8フィートの幅のものが見つかっている。
古代ローマ人はエトルリア人からアーチを学び、それを洗練させ、初めて地上の建造物でアーチを多用するようになった。
「アーチ、アーチ型屋根やドームの利点を最大限利用した、ヨーロッパ初、いやおそらく世界初の建築者は、ローマ人である」
ローマ帝国では、ローマ橋、ローマ水道、門などのアーチ構造が建設された。また、軍事的記念碑として凱旋門が作られるようになった。さらにホールや寺院など広い部屋の天井に、ドーム構造の一種でもあるヴォールトが紀元前1世紀ごろから使われ始めた。
ローマのアーチは半円形アーチで、半円の形をしており、奇数個のアーチ用の石（迫石）で構成されている。奇数個の石になるのは、アーチの頂上に要石が1つ必要だったからである。ローマのアーチは建設が容易だが、強度は最強というわけではない。側面が外側にふくらむ傾向があり、それを相殺するために石積みの重量が逆方向にかかるよう余分に石が必要になる。ローマ人は水道、宮殿、円形競技場などの建築物に、この半円形のアーチを多用した。
ヨーロッパでは、半円アーチに続いてゴシックアーチまたは尖頭アーチ（最上部がとがったアーチ）が生まれた。これらは中心に向かってより大きな力がかかるようになっており、したがって半円アーチよりも強い。半円アーチを少しつぶした形の楕円アーチは楕円の弧に似た形状のもので、サンタ・トリニタ橋などに見られる。ゴシック建築の体系を賞賛していたスペインの建築家アントニ・ガウディは、自然法則に見られる形状を建築に導入することに熱心で、そのひとつがカテナリーを上下逆にしたアーチ「カテナリーアーチ」である。彼は「建築学的松葉杖」と呼ぶ飛梁を嫌いカテナリーアーチを使用した。カテナリーアーチは、今日では力学的に安定であることがわかっている。今日では、カテナリに似た、放物線その他の曲線が使われることもある。
馬蹄形アーチは半円アーチに基づいているが、両側が一旦広がってから窄んでいる。この形状のアーチとしては、紀元1世紀のインドで岩に彫ったものが知られているが、くみ上げられた馬蹄形アーチとしては、3世紀から4世紀のアクスム王国（現在のエチオピアからエリトリア）のものとシリアのものが知られている。スペインの西ゴート様式の建築、イスラーム建築、ムデハル様式の建築で使われ、ダマスカスのモスクやムーア風建築に見られる。馬蹄形アーチは強度よりも装飾性を重視したものである。
- アルカンタラ橋（英語版）の半円アーチ。最初はローマ時代、1世紀に建造。一旦破壊された歴史があり、現在のものは1543年に再建されたもの。（スペイン アルカンタラ）
- ヨーロッパ中世の尖頭アーチ。上部が尖っている。（スペインセゴビア県Ayllón)
- サンタ・トリニタ橋（英語版）の楕円アーチ
- モスク内の馬蹄形アーチ（チュニジア ケルアン）

メソアメリカの文明では、様々な擬似アーチ（迫り出しアーチ）が使われていた。例えばチョルーラの大ピラミッドの内部通路など、マヤ文明でよく使われていた。ペルーではインカ帝国の建築物に台形アーチがよく使われていた。
アーチを利用した橋はアーチ橋と呼ばれる。なおアーチ橋の架橋技術は、古代メソポタミア地方で発祥した技術が、世界に伝播して西洋と東洋それぞれ独自に発展したとする研究が発表されている。
アーチは日本にまで伝来し、琉球王国では15世紀から、日本本土では江戸時代初期から建設が始まり、那覇市の天女橋や長崎市の眼鏡橋、岩国市の錦帯橋、熊本県山都町の通潤橋なども造られ、石造やレンガ造のアーチ橋は現存しているものも多い。

## 種類
半円形アーチ、ゴシックアーチ（尖頭アーチ）、楕円アーチ、馬蹄形アーチについてはついては上の#歴史の節で解説した。
なお、開口しておらず壁になっている（通り抜けできない）アーチもあり、これは特にブラインド・アーチと呼ばれる。
アーチ構造を用いた橋はアーチ橋という。4種類ほどのタイプに下位分類されており、基本は石材やレンガでアーチを組みその上に道を通すタイプであるが、19世紀や20世紀に鋼材が使われるようになってからは、鋼材で作ったアーチを上方に設置しその下に道を吊るような構造の橋も出現した。
上部をアーチ形に築いた門は拱門（きょうもん、英語: archway）、常緑樹の葉で包んだ弓形の門は緑門（りょくもん、英語: green arch）と呼ばれる。
アーチ構造を利用したダムはアーチダムという。これは横方向からの水圧に耐えるためにアーチ構造を使う。

## 擬似アーチ
擬似アーチとは、図のようにアーチ部分の石を水平に少しずらしながら空間を得る構造である。持送りアーチまたは迫り出しアーチとも呼ばれる。ただし力学的にはアーチと異なる。
クメール様式で知られるアンコール遺跡に残る遺跡でも数多く見ることができる。
- 擬似アーチ
- エレウテルナ橋（英語版）。持送りアーチ橋。スパンは3.95メートル。紀元前4世紀か紀元前3世紀のものと推定されており、古代ギリシア、クレタ島の都市国家エレウテルナ（英語版）によるもの。

## 他
建造物のアーチに形状が似ているもの。基本的に比喩である。
虹は、弧の全体が綺麗に見える場合は形がアーチに似ているので「rainbow arch レインボーアーチ」などと言うことがある。
祝祭典の会場に設ける記念門もアーチといい、上部を弓形にして、杉・ヒノキなどの青葉で包むように飾る。これは、「緑門（りょくもん）」ともいう。
屋外イベント類（マラソン大会や橋梁の開通式など）に用いられる、空気を入れて膨らませるビニール製の、弧の形をしたゲートは、アーチのような形をしているので「エアアーチ」という。

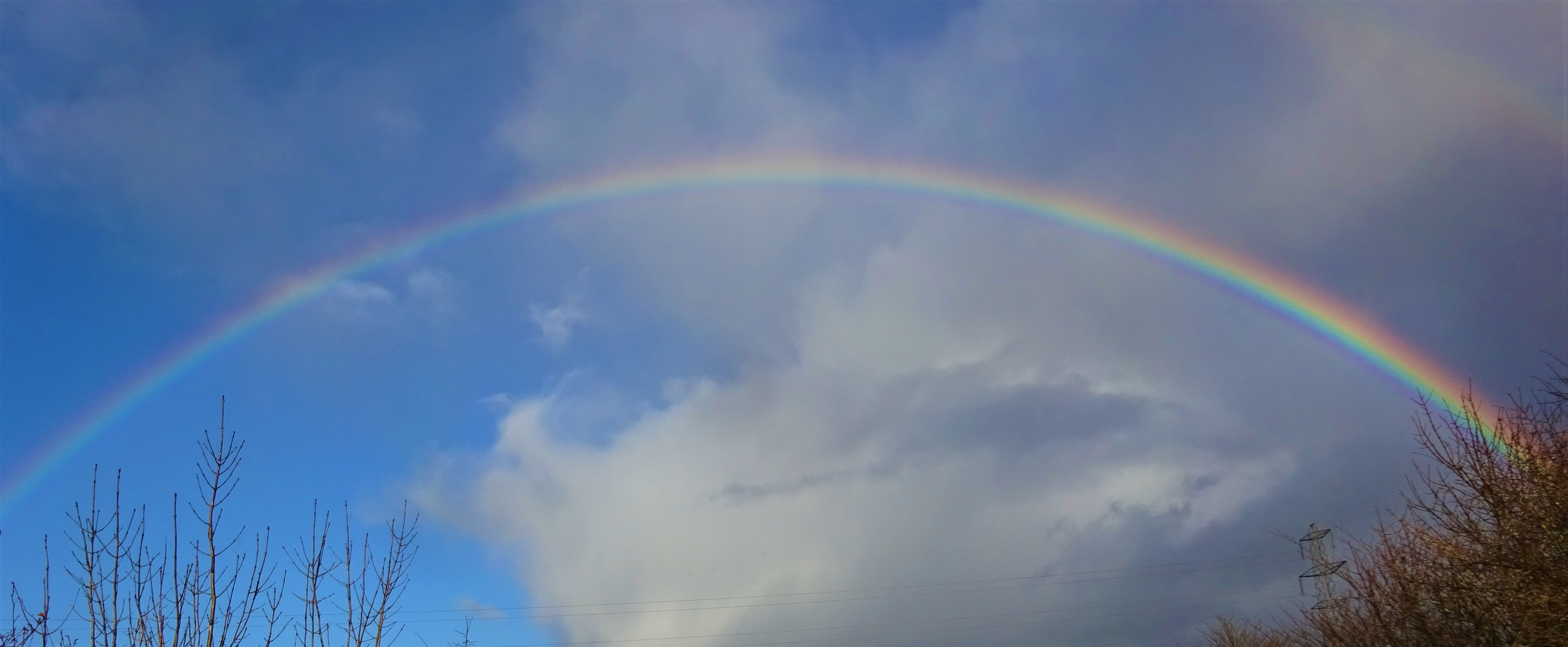
rainbow arch レインボーアーチ

## ギャラリー

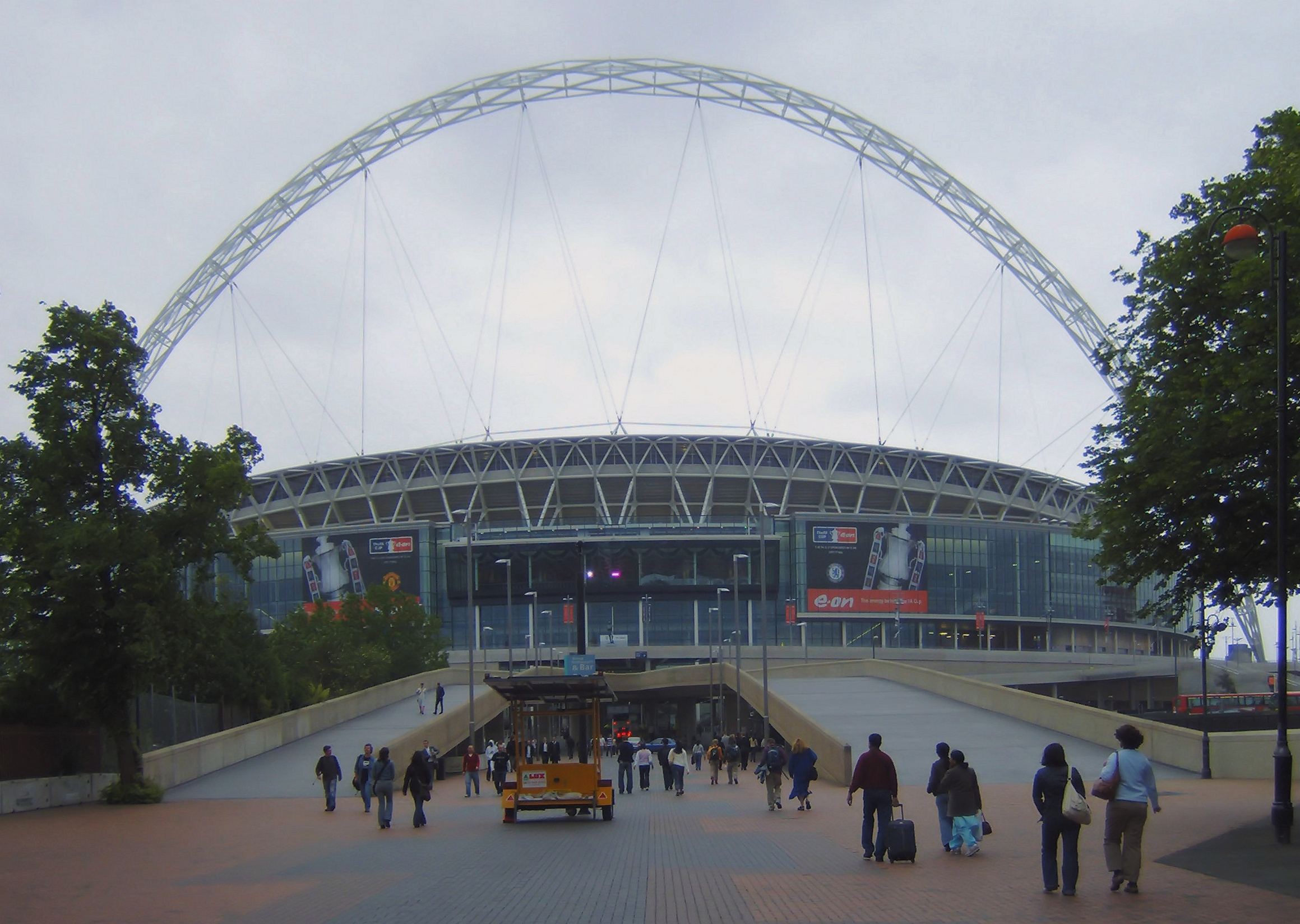
ウェンブリー・スタジアム（2007年、ロンドン）
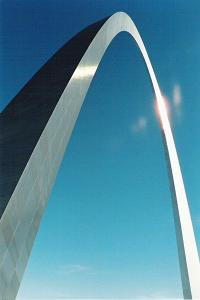
セントルイスのゲートウェイ・アーチ。カテナリーアーチ。
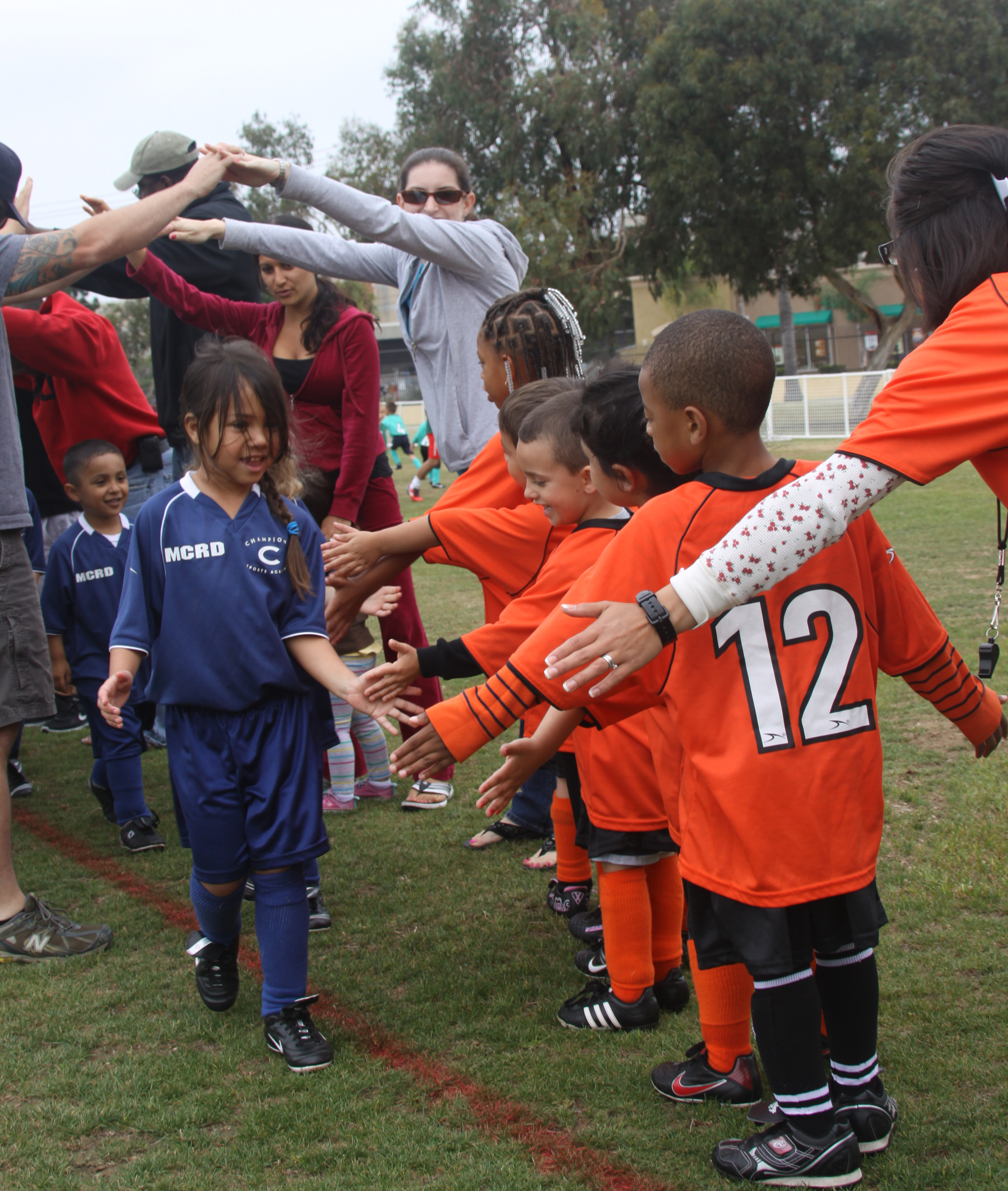
手でアーチを模したもの